# Caracurt-Nou, Bolgrad
Caracurt-Nou (în bulgară Нови Каракурт, transliterat: Novi Caracurt, în ucraineană Новий Каракурт, transliterat: Novi Caracurt) este un sat în comuna Vaisal din raionul Bolgrad, regiunea Odesa, Ucraina. Locuitorii satului sunt preponderent bulgari.
Satul este situat la o altitudine de 49 metri, pe malul estic al Lacului Ialpug, în partea de sud-vest a raionului Bolgrad. El se află la o distanță de 14 km sud-est de centrul raional Bolgrad. În apropiere de această localitate trece drumul național Reni-Odesa. Satul este localizat mai la sud de drumul care leagă satele Caracurt și Vaisal.
Până în anul 1947 satul a purtat denumirea oficială de Caracurt-Nou (în ucraineană Новий Каракурт), în acel an el fiind redenumit Nove Jovtneve (în traducere "Octombrie"-Nou, după Revoluția din Octombrie).

## Istoric
Prin Tratatul de pace de la București, semnat pe 16/28 mai 1812, între Imperiul Rus și Imperiul Otoman, la încheierea războiului ruso-turc din 1806 – 1812, Rusia a ocupat teritoriul de est al Moldovei dintre Prut și Nistru, pe care l-a alăturat Ținutului Hotin și Basarabiei/Bugeacului luate de la turci, denumind ansamblul Basarabia (în 1813) și transformându-l într-o gubernie împărțită în zece ținuturi (Hotin, Soroca, Bălți, Orhei, Lăpușna, Tighina, Cahul, Bolgrad, Chilia și Cetatea Albă, capitala guberniei fiind stabilită la Chișinău).
În anul 1910, o parte din coloniștii bulgari din Caracurt au fondat, la sud-est de sat, un nou sat care a fost denumit Caracurt-Nou.
După Unirea Basarabiei cu România la 27 martie 1918, satul Caracurt-Nou a făcut parte din componența României, în Plasa Bolgrad a județului Ismail. Pe atunci, majoritatea populației era formată din bulgari.
Ca urmare a Pactului Ribbentrop-Molotov (1939), Basarabia, Bucovina de Nord și Ținutul Herța au fost anexate de către URSS la 28 iunie 1940. După ce Basarabia a fost ocupată de sovietici, Stalin a dezmembrat-o în trei părți. Astfel, la 2 august 1940, a fost înființată RSS Moldovenească, iar părțile de sud (județele românești Cetatea Albă și Ismail) și de nord (județul Hotin) ale Basarabiei, precum și nordul Bucovinei și Ținutul Herța au fost alipite RSS Ucrainene. La 7 august 1940, a fost creată regiunea Ismail, formată din teritoriile aflate în sudul Basarabiei și care au fost alipite RSS Ucrainene .
În perioada 1941-1944, toate teritoriile anexate anterior de URSS au reintrat în componența României. Apoi, cele trei teritorii au fost reocupate de către URSS în anul 1944 și integrate în componența RSS Ucrainene, conform organizării teritoriale făcute de Stalin după anexarea din 1940, când Basarabia a fost ruptă în trei părți.
În anul 1947, autoritățile sovietice au schimbat denumirea oficială a satului din cea de Caracurt-Nou în cea de Nove Jovtneve (în traducere "Octombrie"-Nou, după Revoluția din Octombrie). În anul 1954, Regiunea Ismail a fost desființată, iar localitățile componente au fost incluse în Regiunea Odesa.
Începând din anul 1991, satul Caracurt-Nou face parte din raionul Bolgrad al regiunii Odesa din cadrul Ucrainei independente. În prezent, locuitorii satului sunt preponderent bulgari.

## Populație
2001: 427 (recensamânt)